# 聖馬丁德洛斯安第斯

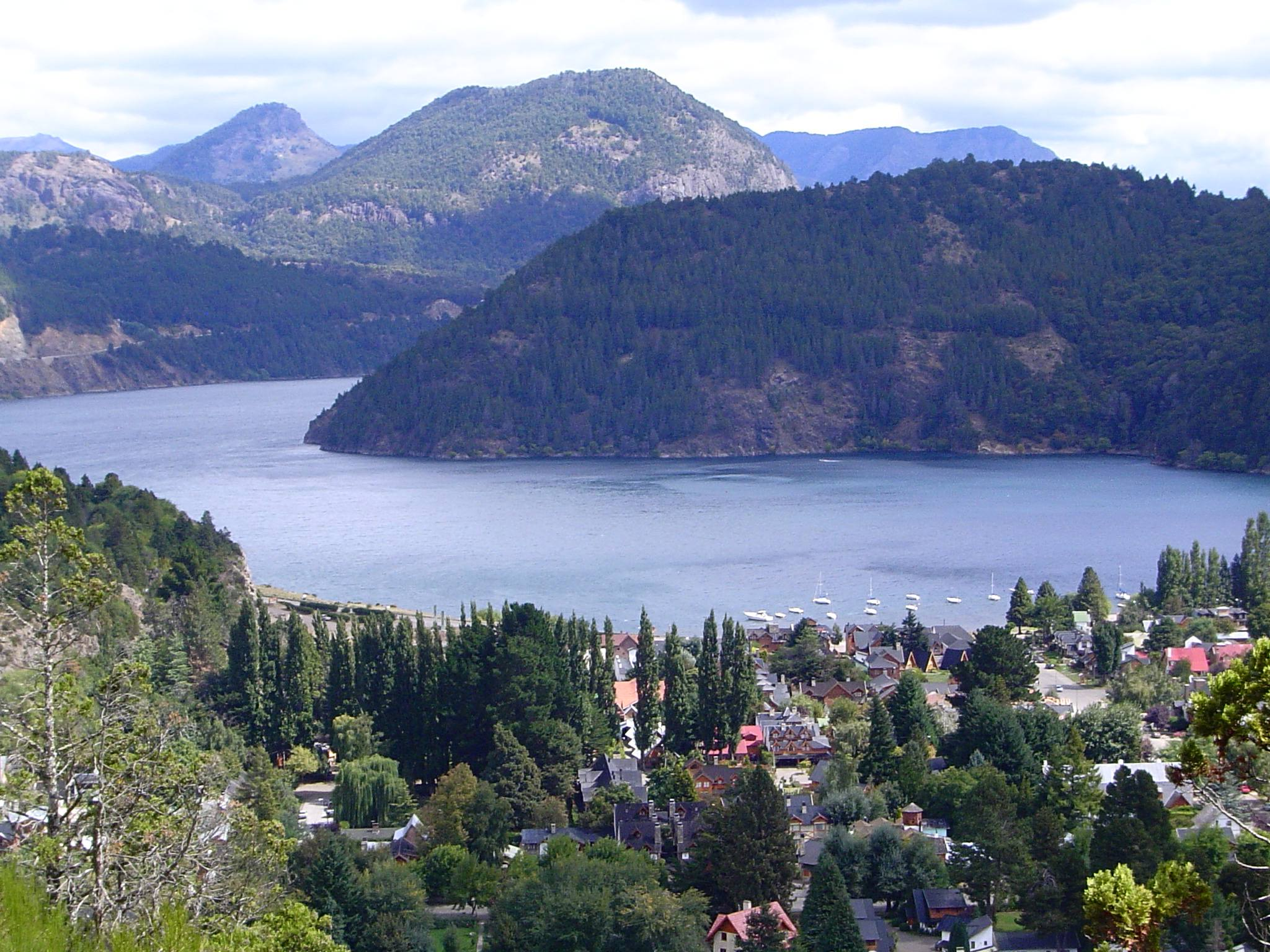

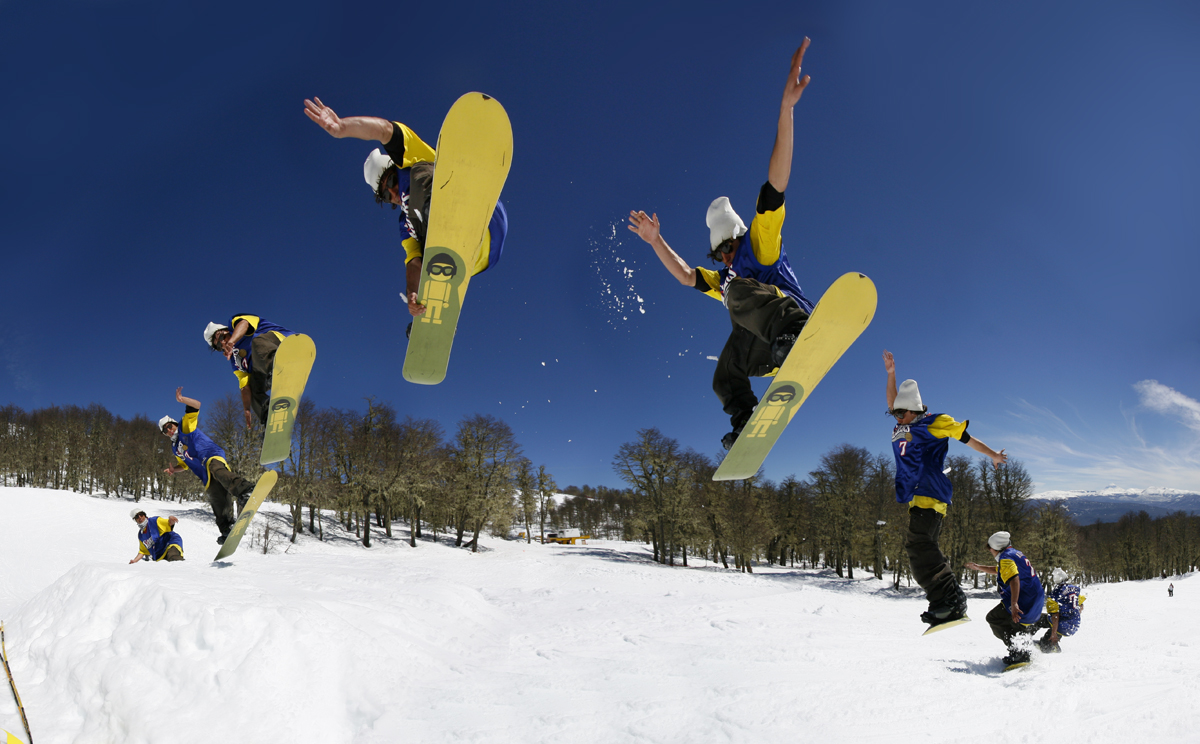

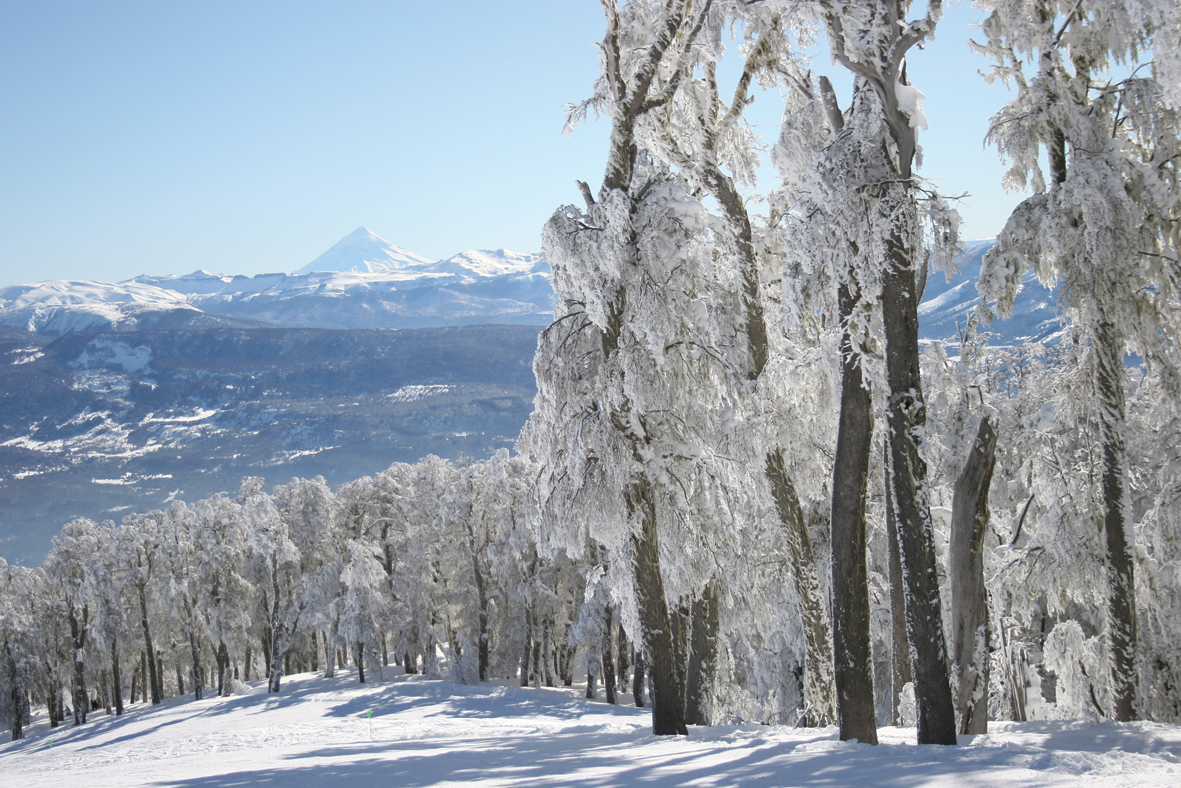

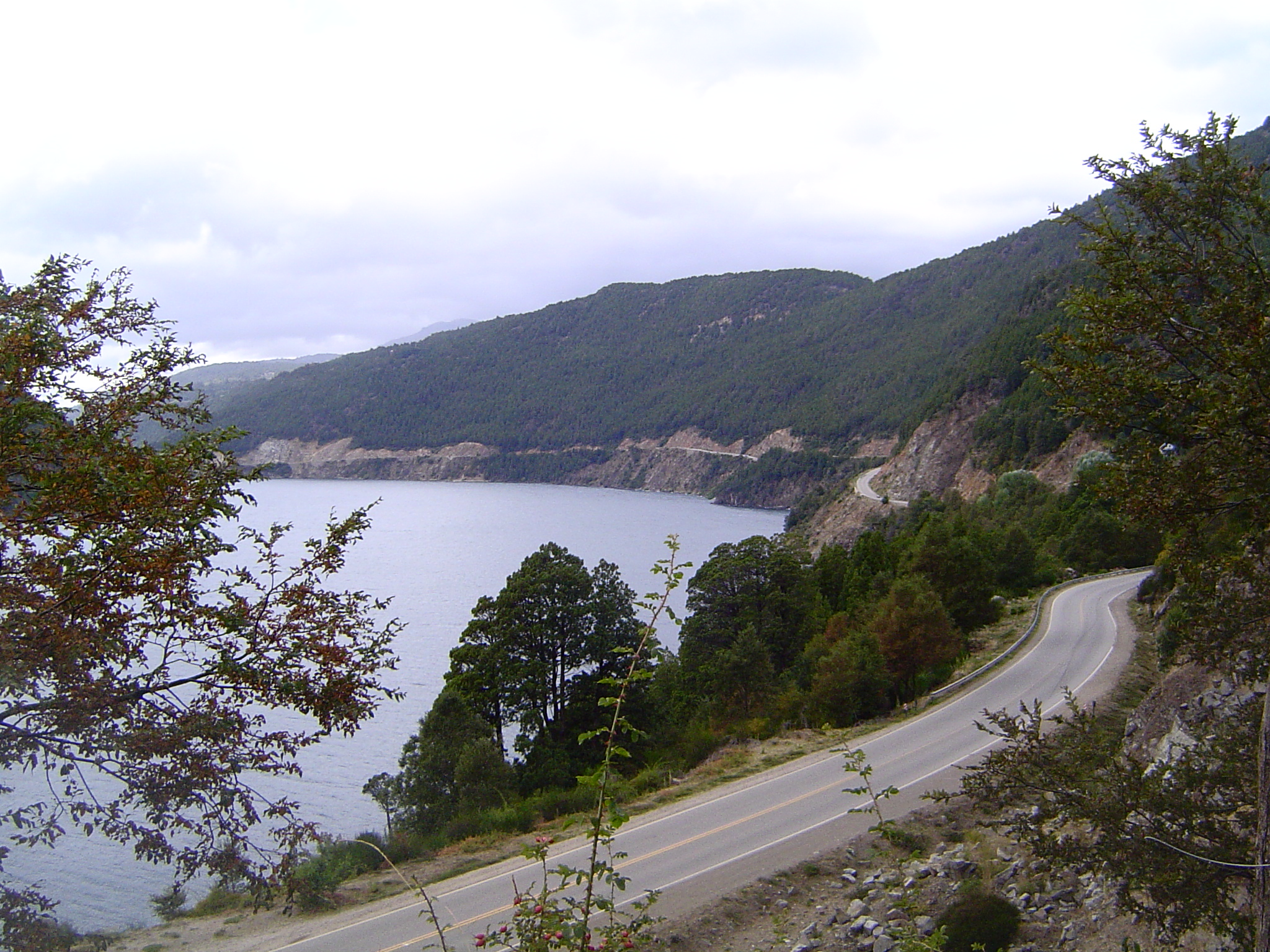

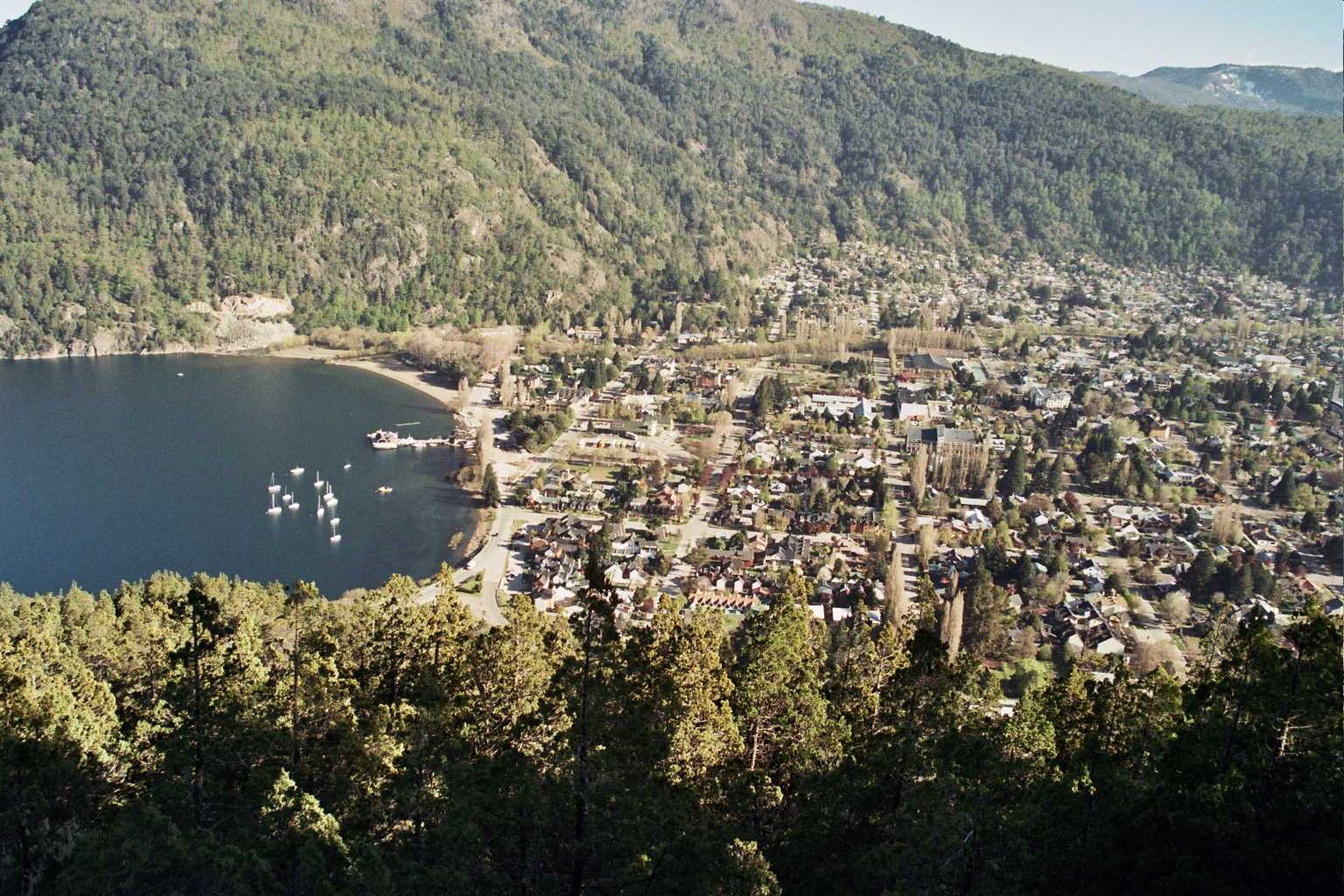

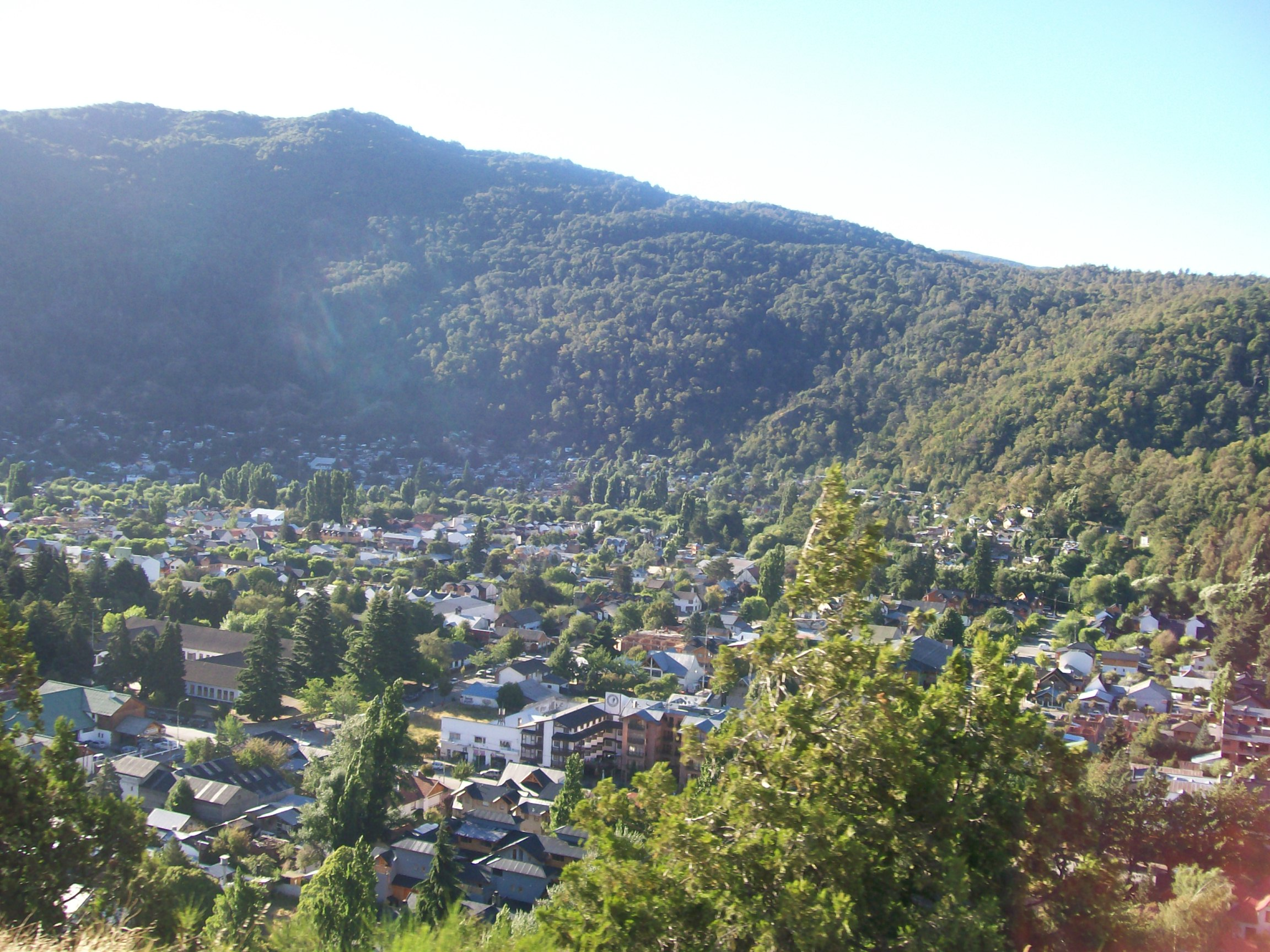

聖馬丁德洛斯安第斯是阿根廷的城市，由內烏肯省負責管轄，距離首都布宜諾斯艾利斯1,575公里，始建於1898年2月4日，面積140平方公里，海拔高度640米，2001年人口22,432。

## 外部連結
- Municipality of San Martín de los Andes （页面存档备份，存于） - Official website.
- Official site of the municipality of San Martín de los Andes （页面存档备份，存于）
- Some information about the San Martin de los Andes in English Archive.today的存檔，存档日期2013-04-18